# Santa Maria Maddalena
Santa Maria Maddalena ou Igreja de Santa Maria Madalena, conhecida como La Maddalena, é uma igreja de Roma, Itália, dedicada a Maria Madalena e localizada na Via della Maddalena, uma das ruas que partem da Piazza della Rotonda no rione Campo Marzio.

## História
A Ordem dos Clérigos Regulares Ministros dos Enfermos de São Camilo de Lellis ("camilianos") já possuía uma igreja no local desde 1586 e, na primeira metade do século XVII, iniciou a construção do edifício atual em estilo barroco, terminando apenas em 1699.

## Exterior
Nos setenta anos de trabalho, diversos arquitetos se envolveram, incluindo Carlo Quadri, Carlo Fontana (a quem se atribui a construção da cúpula) e Giovanni Antonio de' Rossi. Francesco Suardi projetou a fachada principal convexa, que só foi terminada em 1735 e é rococó, um estilo pouco comum nas fachadas de igrejas de Roma, mas, pelos motivos decorativos, é reminiscente da obra de Borromini. Guias mais antigos de Roma a atribuem a Giuseppe Sardi, mas, entre 1732 e 1734, como arquiteto dos camilianos, o arquiteto português Manuel Rodrigues dos Santos foi quem dirigiu o final das obras na igreja. A historiadora Alessandra Marino acredita que foi ele e não Sardi o autor do atípico projeto. Se foi ele mesmo, o treinamento anterior de Santos como marceneiro de gabinetes foi essencial, pois a decoração acrescentada à estrutura do edifício é típica deste tipo de trabalho na Itália na época, em madeira e, no caso de igrejas, em cantaria, como Santa Maria della Quercia, em Viterbo, e a homônima Santa Maria Maddalena de Veneza. A historiadora da arquitetura Nina Mallory também defende que é pouco provável que o projeto seja de Sardi.
À esquerda da igreja está o mosteiro, construído por volta de 1678 pelo palermitano Paolo Amato e completado por C.F. Bizzacheri no início da década de 1680.

## Interior
O interior é arquiteturalmente complexo, com uma nave octogonal alongada no estilo de Borromini, com duas capelas de cada lado. À direita está a capela principal, dedicada a São Camilo e onde estão abrigadas as suas relíquias. A abóbada desta capela está decorada por um afresco de Sebastiano Conca (1744). Na igreja está ainda um "Cristo, a Virgem e São Nicolau de Bari", de Baciccia, e um "São Lourenço Giustiniani com o Menino Jesus", de Luca Giordano. A sacristia rococó é ricamente pintada, decorada com estuques e mármores multicoloridos.

## Galeria

Imagens da igreja
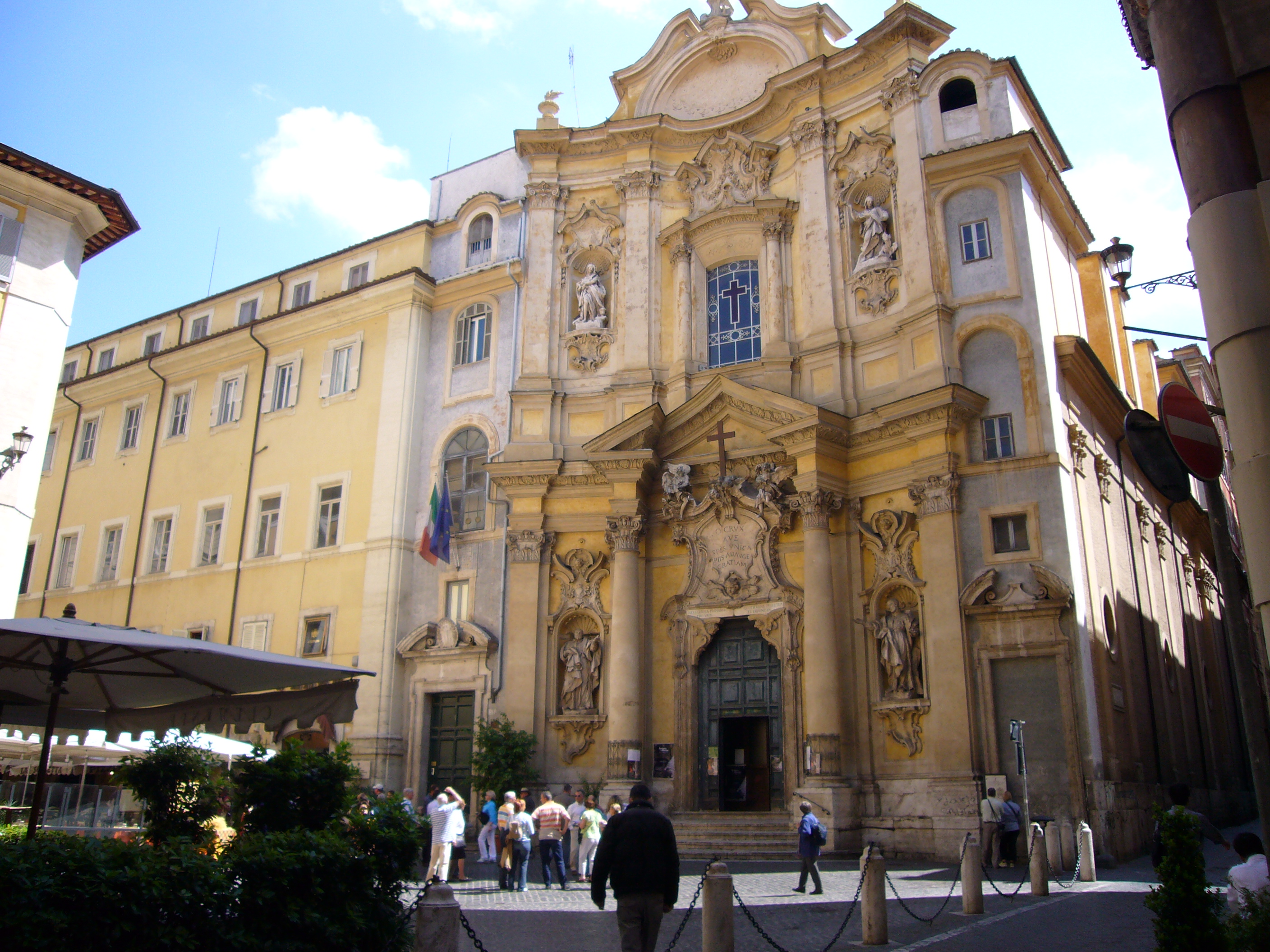
Vista da praça e a igreja
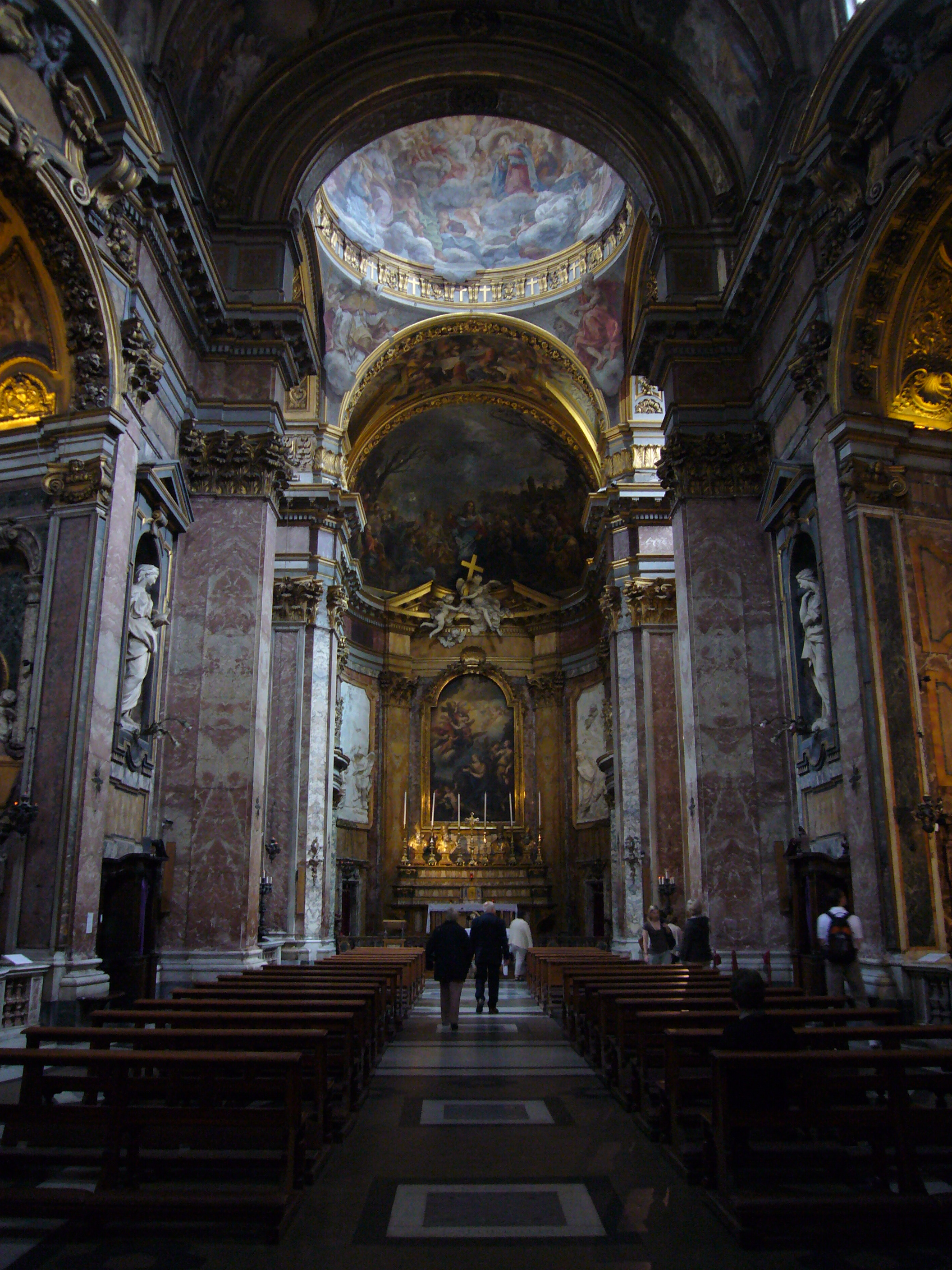
Vista do interior
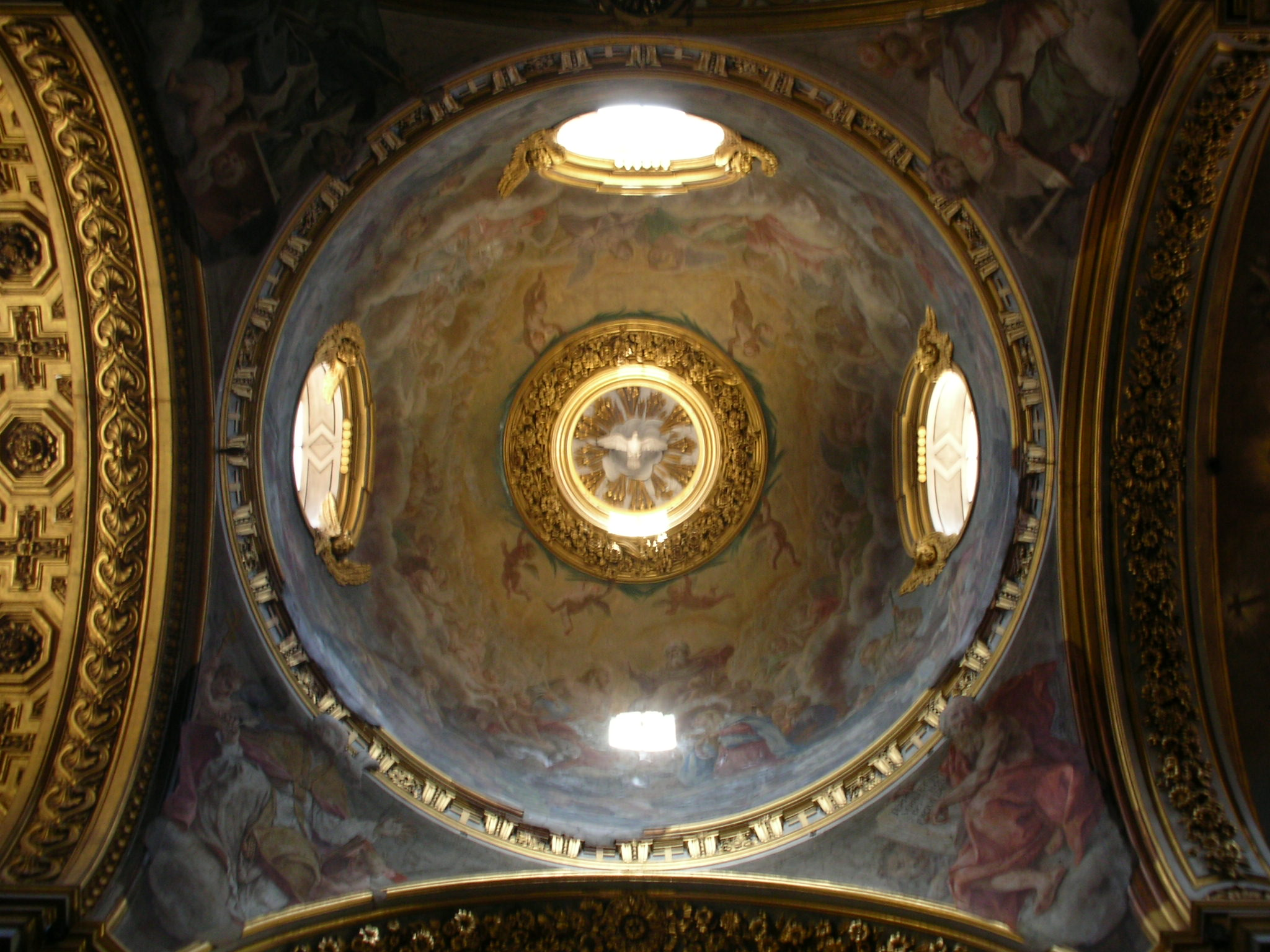
Interior da cúpula
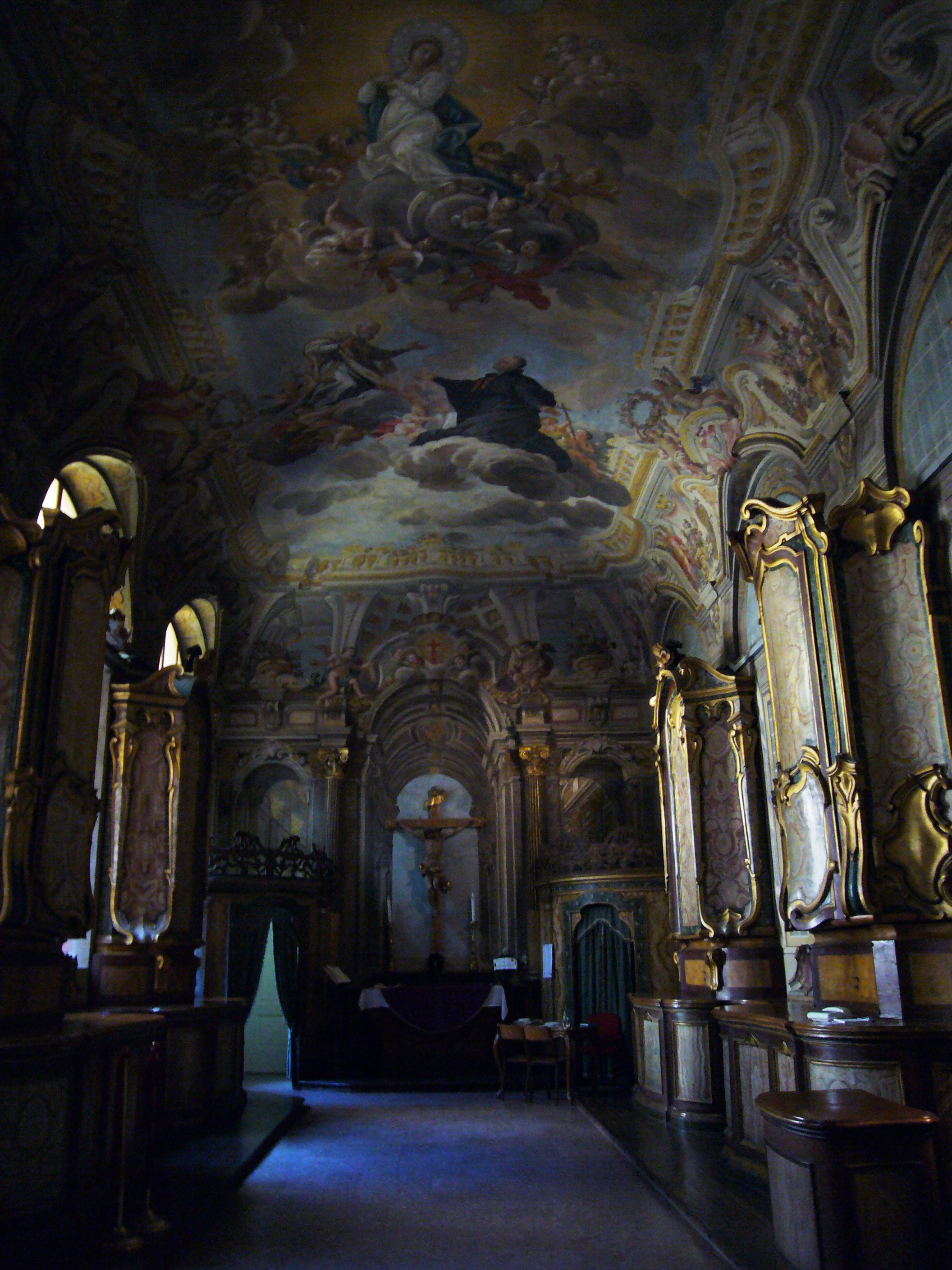
Sacristia rococó
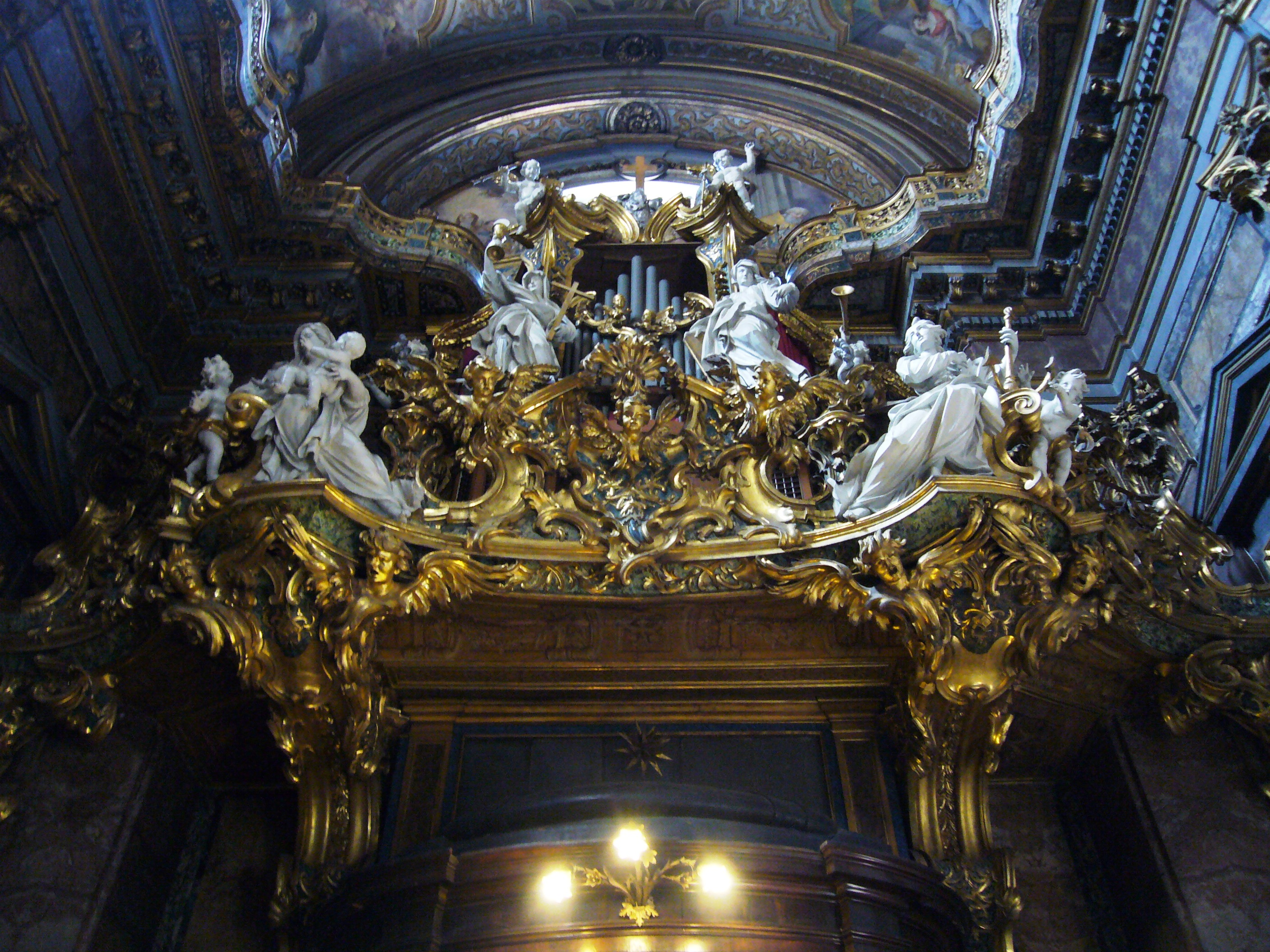
Órgão